# Centrolepis cambodiana
Centrolepis cambodiana là một loài thực vật có hoa trong họ Centrolepidaceae. Loài này được Hance mô tả khoa học đầu tiên năm 1876.